# Pasirbungur (Cilograng)
Pasirbungur is een bestuurslaag in het regentschap Lebak van de provincie Banten, Indonesië. Pasirbungur telt 5354 inwoners (volkstelling 2010).